# Kościół św. Wawrzyńca w Zaniemyślu
Kościół św. Wawrzyńca w Zaniemyślu – jeden z dwóch kościołów rzymskokatolickich w Zaniemyślu, w powiecie średzkim, w województwie wielkopolskim. Należy do dekanatu kórnickiego.

## Historia i architektura

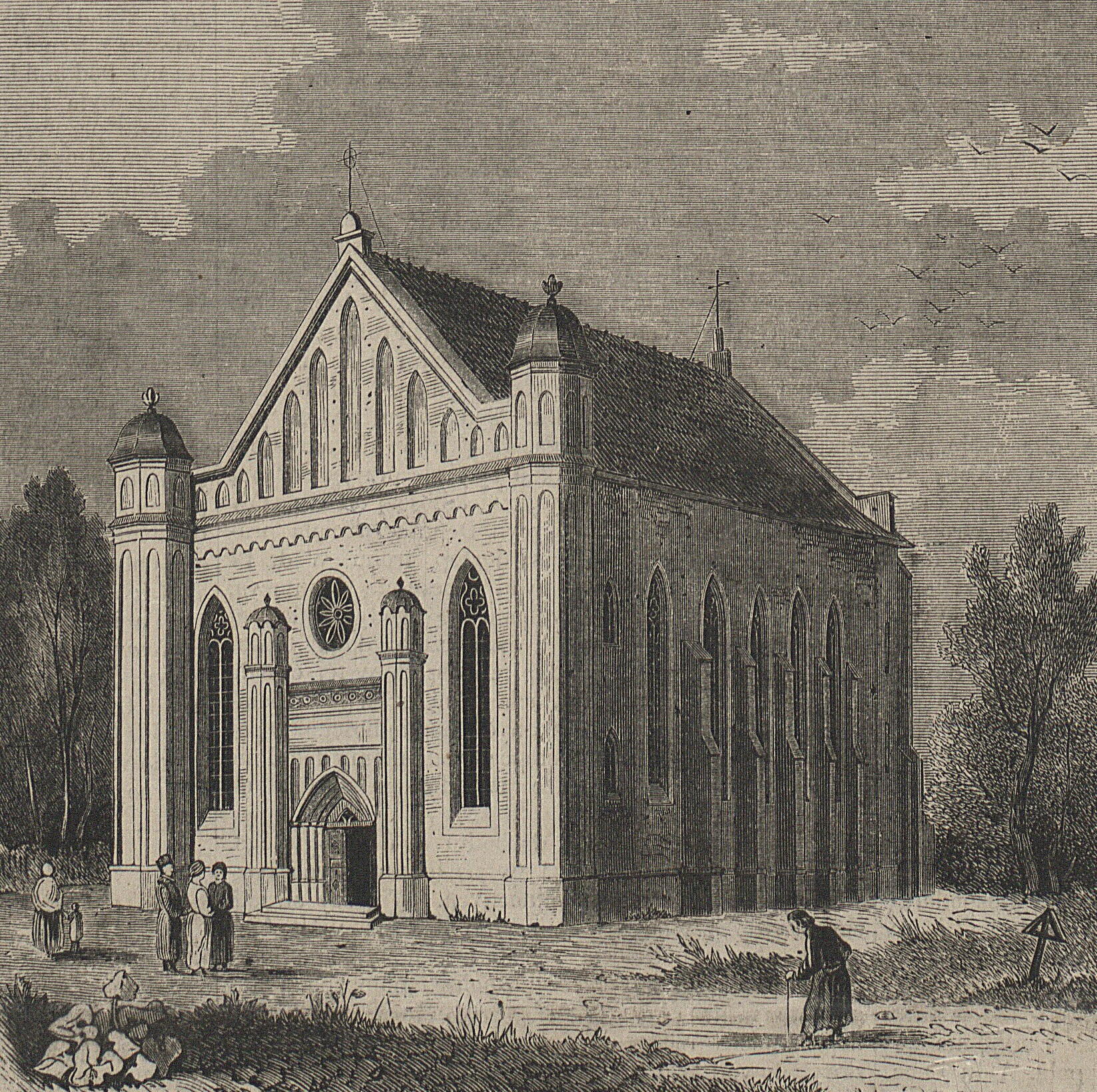
Widok kościoła, 1863

Świątynia została zbudowana w stylu neogotyku romantycznego, w latach 1840–1842 z fundacji Józefa i Laury Jaraczewskich, po ich śmierci. Nad budową kościoła czuwali ks. Antoni Rybicki i hrabia Edward Raczyński. Budowla posiada trzy nawy i wyodrębnione prezbiterium.
Elewacja główna posiada ośmioboczne wieżyczki, w narożach rozdziela fryz arkadowy i ceglany gzyms. Nad wejściem do kościoła znajduje się ostry łuk. Przy zachodniej elewacji świątyni jest umieszczony klasycystyczny grobowiec Edwarda Raczyńskiego, z herbem Nałęcz i tablicami inskrypcyjnymi (napis na tumbie brzmi: „który dla siebie był skąpy, pomocny biednym, hojny dla Ojczyzny”). Na grobowcu jest umieszczony posąg żony Edwarda, Konstancji Potockiej, wykonany z brązu w 1841 roku przez Alberta Wolffa, ucznia Christiana Daniela Raucha. Konstancja została w nim przedstawiona w postaci Higiei i spoczęła w grobowcu obok męża.